# 奧林匹克運動會儀式
奧林匹克運動會儀式是奧運會開幕或閉幕式的活動。每一屆的奧運會都有制度化的趨勢。另外，帕拉林匹克運動會也有類似的開幕或閉幕式進行。

## 仪式播报语言
奧運會儀式播報以先法語、後英語順序為主。如果主辦國家的官方語言並非是以上兩種，將會是緊隨英文以該國家的官方語言最後讀出。

## 奧運會開幕儀式

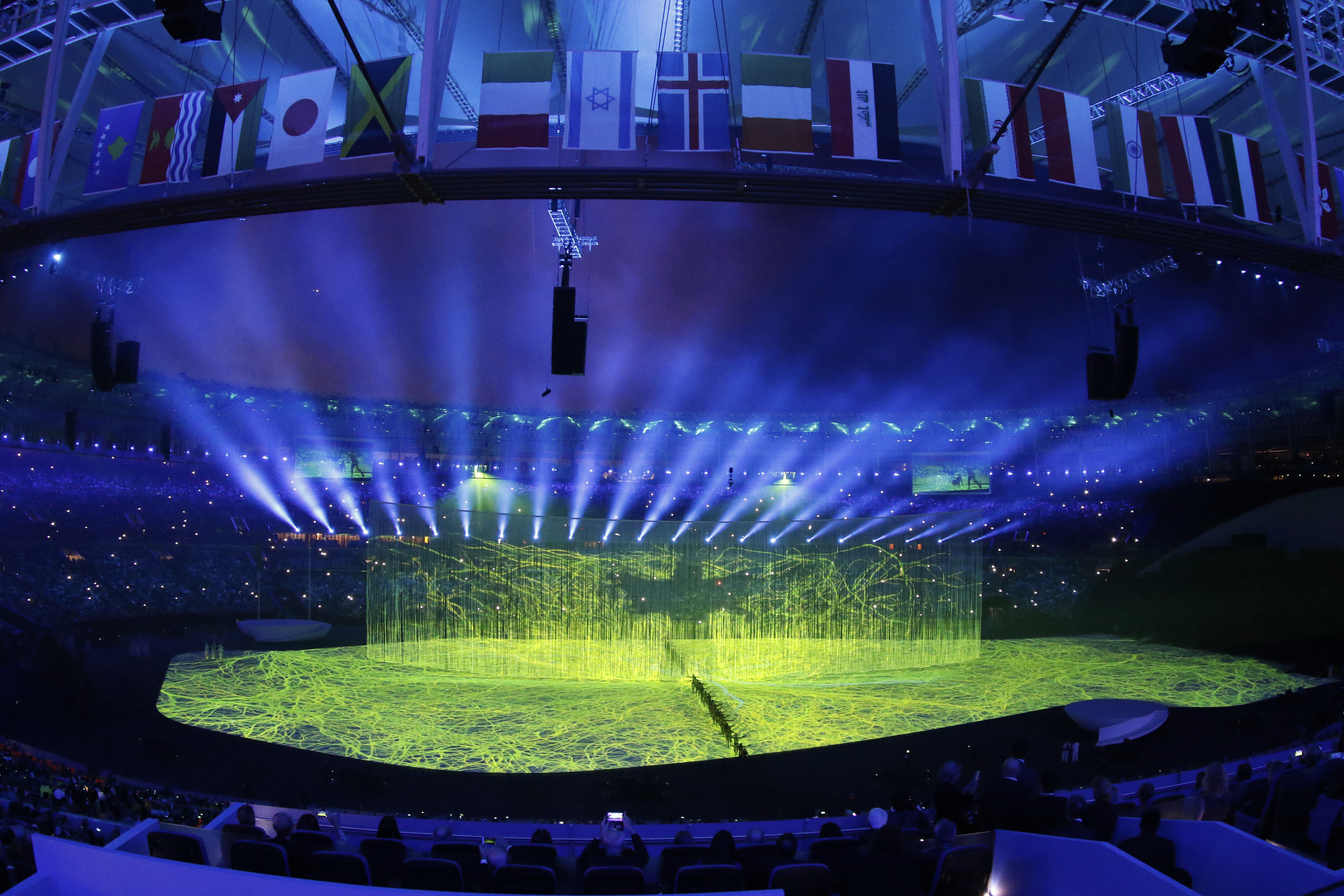
2016年夏季奧林匹克運動會開幕典禮。

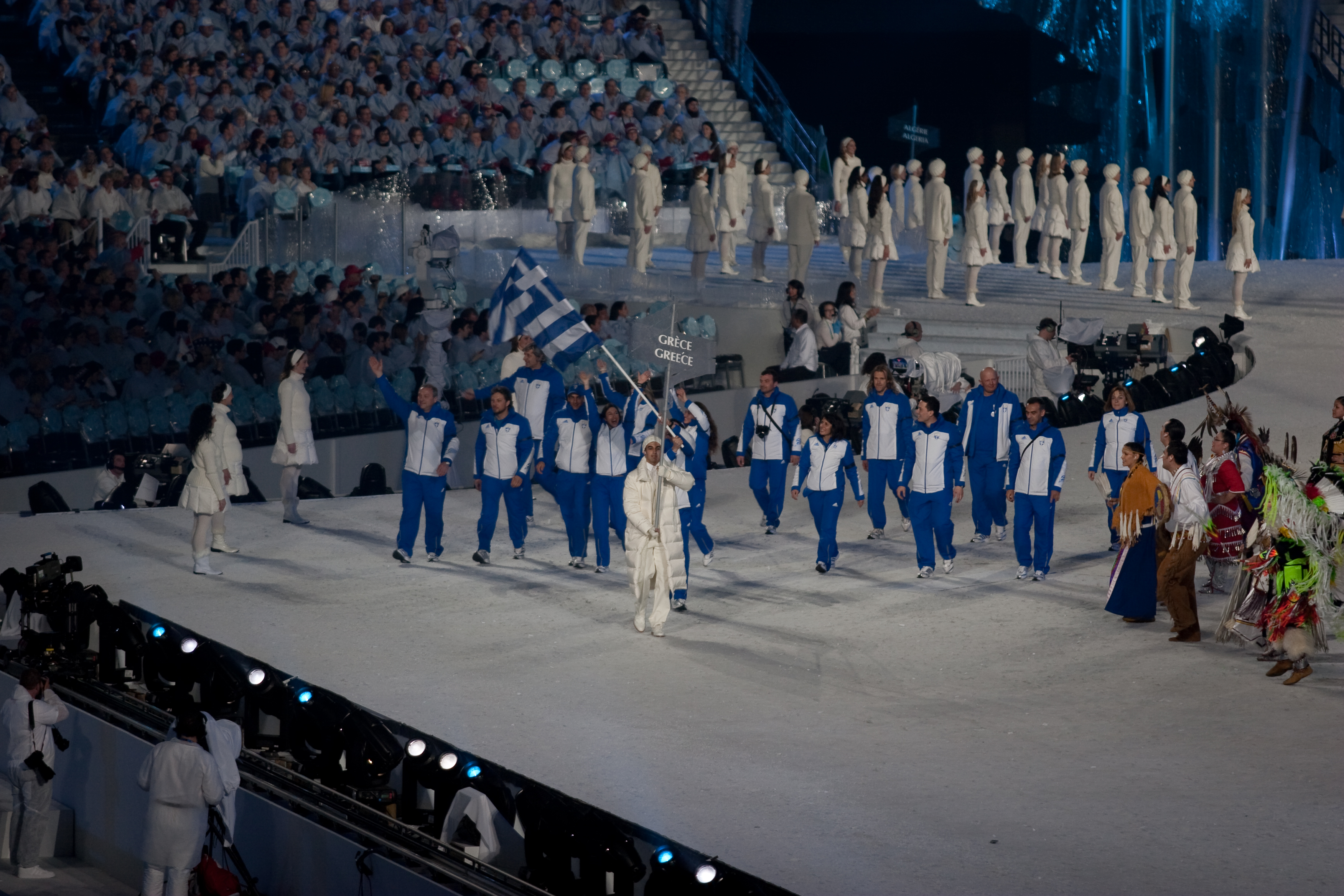
按照傳統，希臘運動員在2010年溫哥華冬季奧林匹克運動會開幕典禮期間領導國家巡遊。

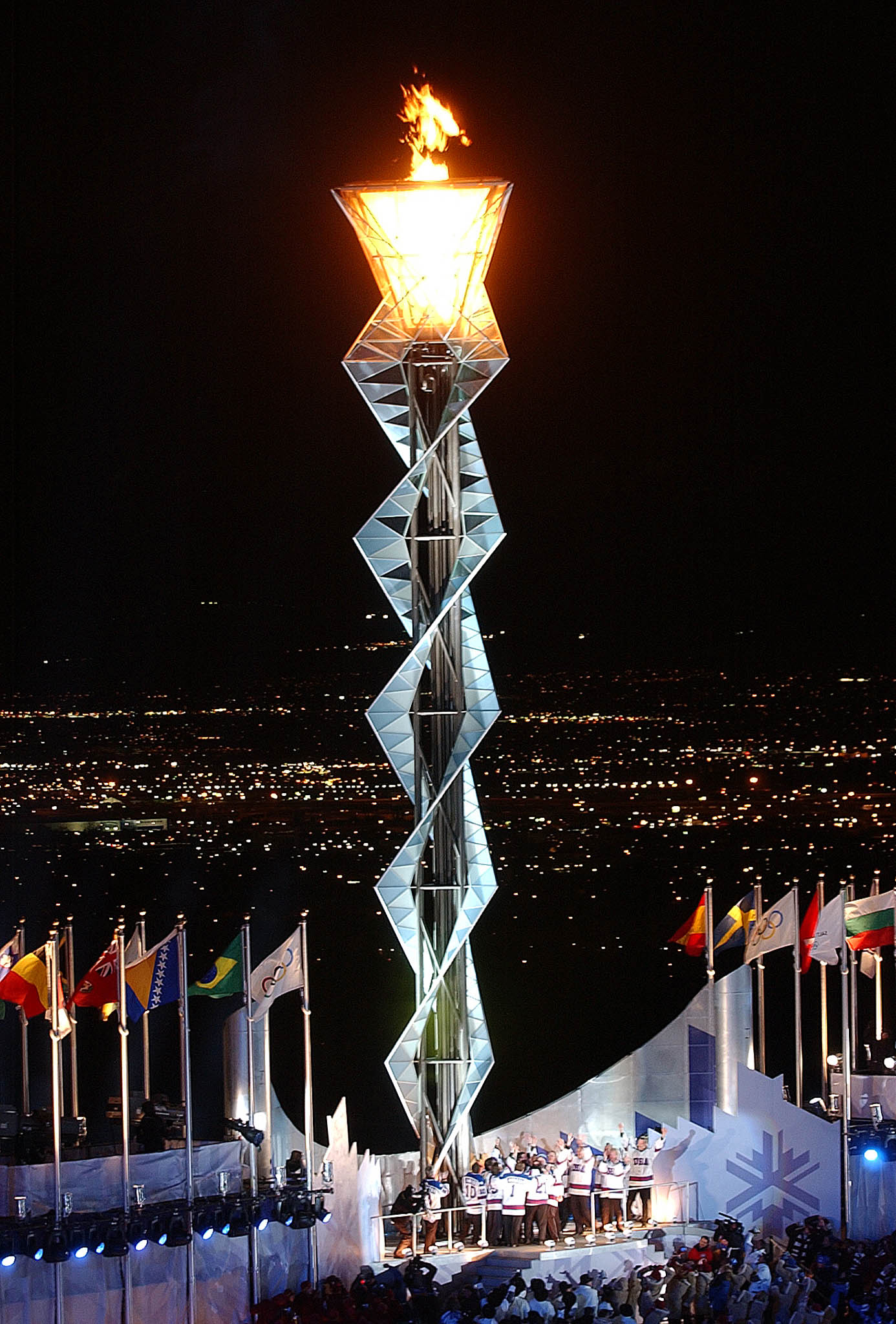
鹽湖城2002年冬季奧林匹克運動會開幕典禮上的大鍋照明

奧運會開幕式主要展現所在國家與地區的文化內容，或者是進行一些開放性的創意編排。並將預告未來幾天奧運會的精彩情況。部分文藝表演可能會適當的穿插於儀式之中。
在奧運開幕式時，將升起主辦國國旗與奧林匹克運動會會旗。

### 倒計時、儀式開始以及升國旗儀式
該環節將在開幕式前進行倒計時環節，倒計時後國際奧委會主席與主辦國領導人會共同出現在主席台向在場人員揮手致意。並升起主辦國國旗。

### 藝術表演
藝術表演主題將由主辦國團隊自行設計，一般為該國文化元素的展現。

### 歷屆奧運會名稱顯示與奧運五環展示環節
該環節主要展示歷屆奧運會舉辦國與舉辦地，以及所在國通過一些元素進行五環展示。前者一般會在倒計時或於文藝表演中展示；後者會在文藝演出之中進行展示。

### 運動員進場
每屆開幕式中的運動員進場會以該國家語言的字母（或字體筆畫）開首按順序進場。如2012年奧運（主辦國是英國），就會以英文字母順序進場。再如2008年奧運（主辦國是中國），就會以該國家的簡體字筆畫順序進場，如果這個主辦國的官方語言有很多種，以除了這兩個語言外最常用的為標準。西班牙巴塞隆納運動會時也將加泰隆尼亞及西班牙語寫法表示出來但是用法語字母排列，曾打算將加泰隆尼亞語也讀出來但最終因為政治原因沒有成行。
雖然出場次序每屆不同，但根據傳統，希臘會是第一個進場（因爲希臘是奧運發源地），最後進場的是該屆主辦國國家。但如2004年奧運（主辦國是希臘），則會是希臘國旗先進場，希臘就會最後進場，冬季奧運會也一樣，這也間接等於希臘會自動擁有奧運會的資格。
除了希臘和東道國運動員外，其他重要代表團入場規則則在2020年夏季奧運會後有多更新：難民運動員代表團被安排在希臘代表團後第二個入場；本屆奧運會後的下屆奧運會主辦國運動員將安排在倒數第二入場；下兩屆主辦國則是倒數第三入場。

### 國際奧委會主席與主辦國奧組委主席致辭并由主辦國國家元首宣佈開幕
該部分先由主辦國奧組委主席致辭，後由國際奧委會主席致辭。該部分內容主要為該屆奧運會預告內容為主。國際奧委會主席致辭完畢後，交由主辦國國家元首宣佈本屆奧運會開幕。

### 奧林匹克會旗入場與升旗儀式
1920年奧運首次采用了国际奥委会会旗——奥林匹克五环旗。并由6位主辦國代表的運動員（包括現役和退役；2020年夏季奧運會前為8人；2024年夏季奧運會為女騎士表演者）護送奧林匹克會旗旗幟入場，交由儀仗隊升旗手進行升旗儀式。

### 運動員、裁判員、教練員宣誓環節
开幕式上第一次出现运动员宣誓仪式是在1920年奧運，1968年奧運增加了裁判员宣誓。2012年倫敦奥運會增加教練員宣誓。2020年东京奥运会将三个宣誓环节合并进行。這也是奧運會開幕式上的一個重要環節。

### 圣火点燃
該環節火炬手也是由主辦國代表運動員（與會旗入場儀式不同的人）進行火炬傳遞並由最終一棒火炬手點燃本屆奧運會主火炬。
1928年奧運第一次在开幕式上点燃了火炬，这一形式也被以后的奥运会承袭下来。1936年奧運首创了火炬接力并在开幕式上点燃火炬的仪式。
開幕式壓軸的點燃火炬儀式也是屆屆新穎，其中1992年奧運由一名殘奧射箭運動員用弓箭把聖火點燃，到了2012年更是把204個單位結合成一個聖火台。而在1992年之前點燃聖火的同時都會把白鴿放生，寓意和平。但在1988年點燃聖火時有不少白鴿被燒死，因此此后放飞和平鸽环节以艺术形式呈现。

## 奥运会閉幕儀式
閉幕式內容主要以總結性為主。總結當前奧運會的精彩程度並進行下一屆奧運會的宣傳工作。
在奧運閉幕式時，希腊国旗也會在閉幕式時與當屆主辦國與下屆舉辦國的國旗一同懸掛在閉幕式會場中。懸掛的奧林匹克運動會會旗將會降下。

### 倒計時、儀式開始以及升國旗儀式
該環節與開幕式相同。

### 藝術表演
相較於開幕式，閉幕式表演比較簡單。

### 運動員进場
相比於開幕式，閉幕式將不受國別限制，運動員可自由入場觀禮。閉幕式旗手將持旗幟率先入場。

### 馬拉松/越野滑雪長距離项目頒獎儀式
自2004年夏季奧運會起，男子馬拉松比賽頒獎儀式開始於閉幕式現場舉行。2020年夏季奧運會閉幕式增加女子馬拉松頒獎儀式。（注：2024年夏季奥运会闭幕式仅出现女子马拉松颁奖仪式，男子马拉松并未出现，后者则是按照正常赛事要求完赛后进行）
自2006年冬季奧運會起，越野滑雪男子50公里比賽頒獎儀式開始於閉幕式現場舉行。2014年冬季奧運會閉幕式增加越野滑雪女子30公里頒獎儀式。
將該兩項目頒獎儀式添加進奧運會閉幕式是為了體現馬拉松、越野滑雪50公里等長距離運動項目勇於探索與堅持不懈的奧林匹克精神。

### 志願者致謝環節
本環節主要致謝當屆奧運會志願者，以表彰他們為奧運會作出的貢獻并由國際奧委會新當選委員為志願者獻花。

### 升希臘國旗
該環節主要致敬希臘，因希臘為奧林匹克運動會發祥地。

### 奧林匹克會旗降旗與會旗交接儀式
懸掛於旗桿之上的奧林匹克運動會會旗將緩緩降下並由儀仗隊護送出場。閉幕時，會旗（交接用的旗幟）將由本屆奧運會舉辦地地方官員通過國際奧委會主席之手傳遞給下屆奧運會舉辦地地方官員。寓意是將奧運會權利移交給下一個主辦國城市。
会旗交接仪式始于1920年奧運。
- 安特衛普標誌由城市向國際奧委會在1920年夏季奧林匹克運動會安特衛普，比利時，並傳遞到下一個城市主辦夏季奧運會通過1984年奧運會在洛杉磯，美國。
- 奧斯陸標誌提交給國際奧委會在1952年冬季奧林匹克運動會的城市奧斯陸，挪威，並傳遞到下一個城市主辦冬季奧運會。使用該標誌，直到2014年冬奧會在索契，俄羅斯，當該標誌穿了一段時間，最終撕裂。
- 1988年夏季奧林匹克運動會，韓國首爾市向國際奧委會贈送了首爾旗幟，這是在1984 年洛杉磯關閉後安特衛普旗幟飄揚之後。作為安特衛普旗幟的替代品。此標誌一直使用到2012年奧運會在倫敦，英國。
- 裡約的標誌被提交給國際奧委會在2016年夏季奧林匹克運動會的城市的里約熱內盧，巴西作為首爾的標誌更換。它目前被傳遞到夏季奧運會的下一個組織城市。2021年在與2020年夏季奧運會相關的活動中解體後更名為東京旗幟。
- 在2018年冬季奧林匹克運動會上，韓國平昌市向國際奧委會贈送了平昌旗幟，以替代奧斯陸旗幟。它目前被傳遞給下一個冬季奧運會的組織城市。

### 下屆奧林匹克運動會文藝短片展演
隨著下屆奧運會舉辦國國歌響起，該部分主要簡單展示下屆奧運會舉辦地點的一些文化元素，並最終將下屆奧運會會徽呈現於閉幕式中。
因該環節平均時長在8分鐘左右，該環節又被稱為「XX8分鐘」。

### 國際奧委會主席與主辦國奧組委主席致辭并宣佈閉幕
該部分主要總結該屆奧運會的精彩程度以及運動員、志願者、工作人員、以及幕後團隊的表現。国际奥委会主席会用一个词来对该届奥运会作出形容，並宣佈該屆奧運會閉幕。

### 聖火熄滅与尾声
各項儀式結束後，聖火熄滅。

## 殘奧會與奧運會儀式的不同點
儀式形式與奧運會無差別，但會有一些不同點：
- 國際奧委會會旗五環旗改為國際殘奧委會旗

- 殘奧會儀式播報以英語為主，並非奧委會的法英雙語。非英語為第一語言的國家將在之後增加主辦國官方使用語言。

- 殘奧會希臘代表團將以普通代表團身份按顺序入場。

- 藝術表演視角將融合殘障人士和健全人士兩種元素，體現健全人對弱勢群體的關心與支持，並展示了殘障人士運動員敢於拼搏的精神。

- 為照顧殘障人士，會在表演中增加引導員、允許導盲犬入場等等。